# Valle de Tobalina
Valle de Tobalina ist eine Gemeinde (municipio) mit 863 Einwohnern (Stand: 2024) in der Provinz Burgos in der nordspanischen Autonomen Region Kastilien-León. Die Gemeindeverwaltung befindet sich in Quintana Martin Galíndez.

## Lage
Valle de Valdebezana liegt etwa 80 Kilometer nordöstlich der Provinzhauptstadt Burgos am Ebro.

## Dörfer und Weiler der Gemeinde
- Barcina del Barco
- Bascuñuelos
- Cuezva
- Gabanes
- Garoña
- Herrán
- Leciñana de Tobalina
- Lomana
- Lozares de Tobalina
- Mijaralengua
- Montejo de Cebas
- Montejo de San Miguel
- Orbañanos
- La Orden
- Pangusión
- Pedrosa de Tobalina
- La Prada
- Quintana María
- Quintana Martín Galíndez
- Ranedo-Promediano
- La Revilla de Herrán
- Rufrancos
- San Martín de Don
- Santa María de Garoña
- Santocildes
- Valujera
- Las Viadas
- Villaescusa de Tobalina

## Bevölkerungsentwicklung
| Jahr      | 1857 | 1900 | 1910 | 1920 | 1930 | 1940 | 1950 | 1960 | 1970 | 1981 | 1991 | 2000 | 2011 | 2020 |
| Einwohner | 4444 | 4074 | 4078 | 4012 | 3332 | 3722 | 3281 | 2848 | 2174 | 1209 | 1088 | 1096 | 1030 | 909  |

## Sehenswürdigkeiten
- Thomaskirche in Quintana Martín Galíndez
- Martinskirche in Herrán
- Kirche San Millán in Montejpo de Cebas
- Salazarturm in Quintana Martín Galíndez

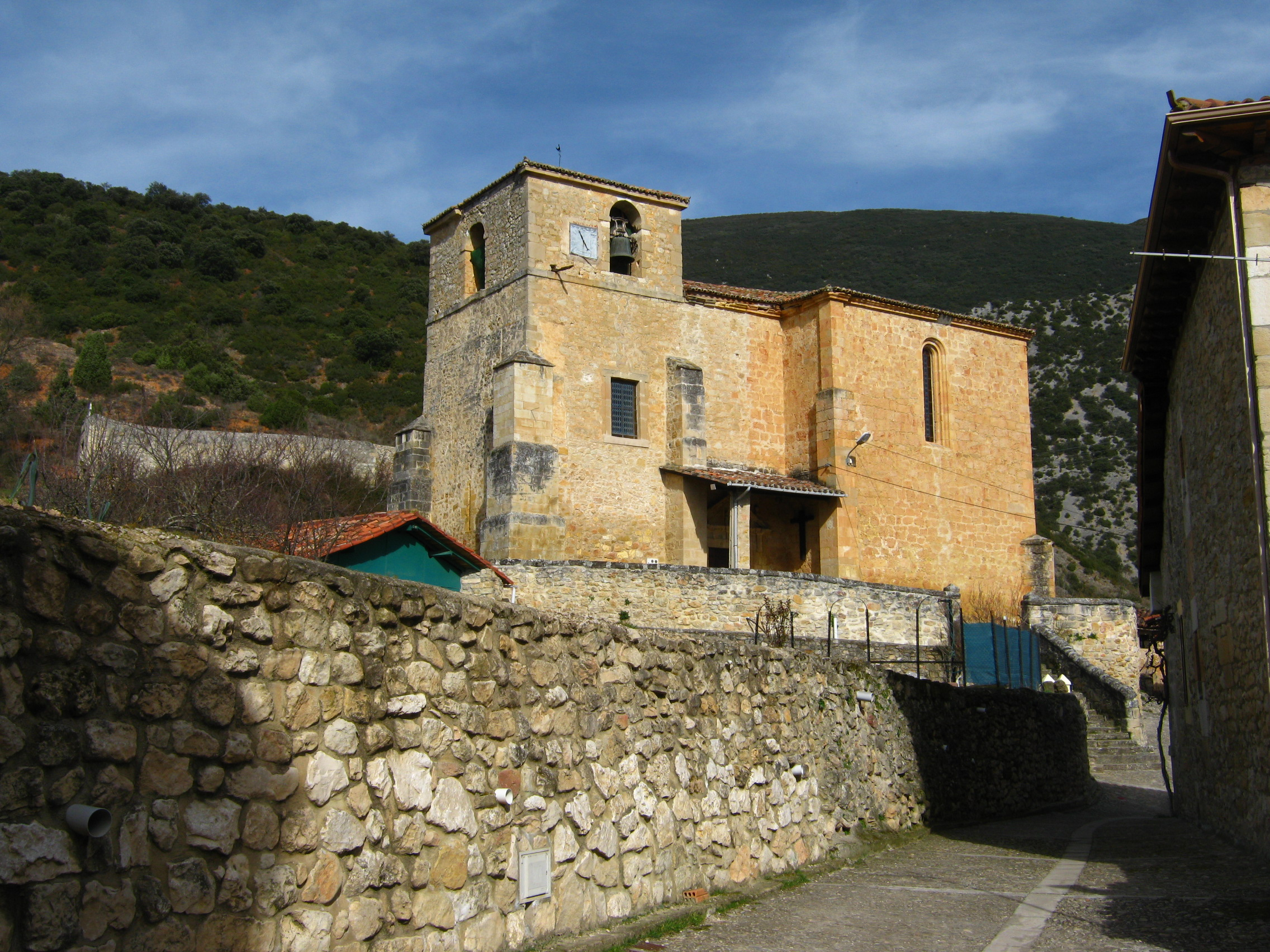
Martinskirche in Herrán
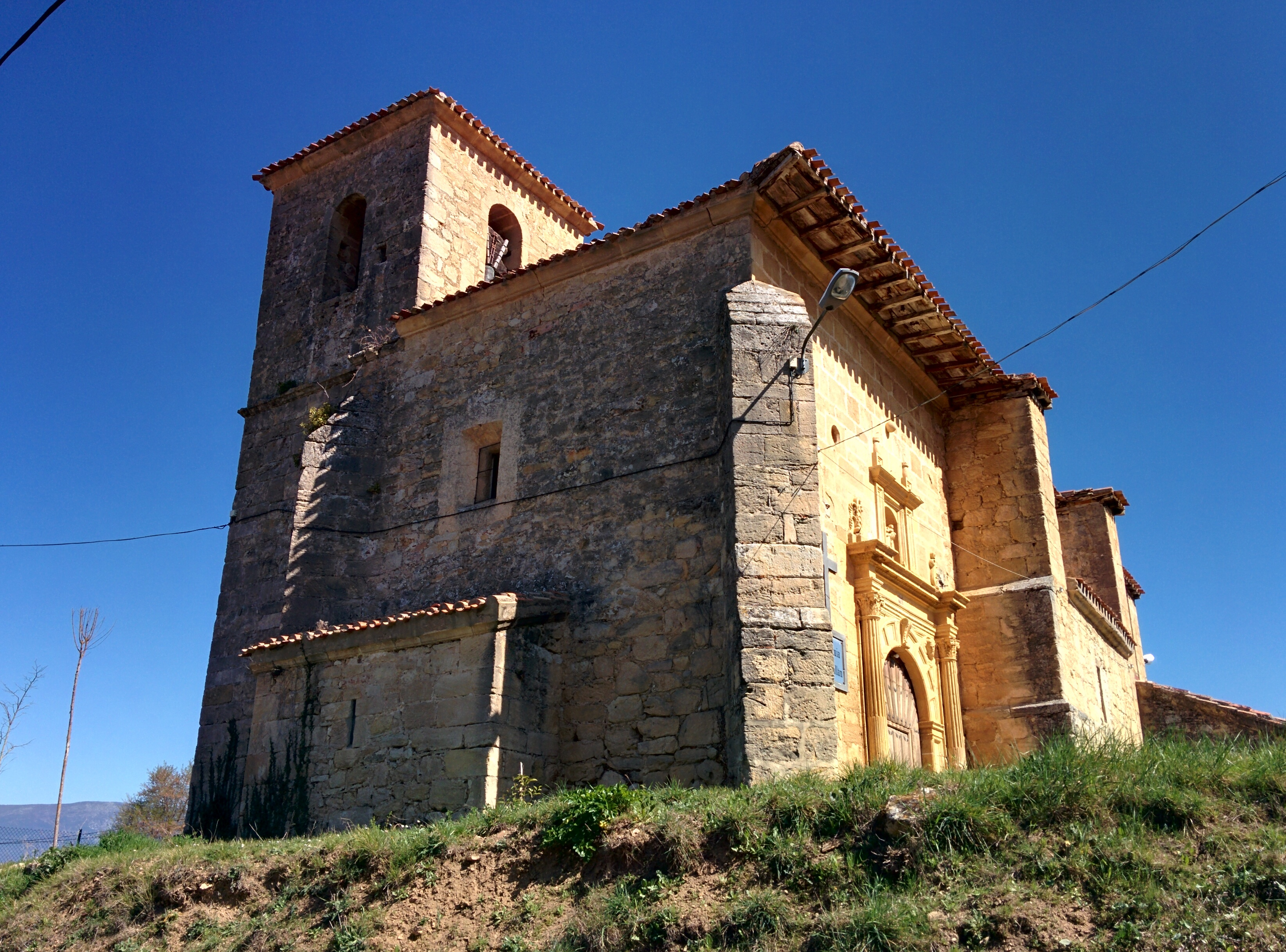
Kirche San Millán